# Kavya Madhavan
Kavya Madhavan es una popular actriz malayalam. Nació en el pueblo de Neeleswaram (Nileshwar) en el distrito de Kasargod, en Kerala, India, debutó como artista infantil a finales de los años 1980; desde entonces, ella ha actuado en más de 25 películas en idioma Malayalam y también en unas películas tamil. Destacable es su esfuerzo por haber conservado su acento del Neeleswaram rural. Se educó en el Instituto de Rajáes, en Nileshwar.

## Premios
Premios Estatales Indios
- 2004 Mejor actriz por Perumazhakkalam

Perumazhakkalam es una película malayalam dirigida "Kamal". Esta película trata la relación socio-religiosa de dos comunidades de Kerala.

## Filmografía
2006
- Vasthavam
- Chakkaramuthu
- Classmates
- Vadakkumnathan
- Lion

2005
- Seelabathi (Director: Sarath)
- Ananthabhadram  (Director: Santosh Sivan)
- Kochirajavu (Director: Johny Antony)
- Annorikal (Director: Sarathchandran Wayanad
- Iruvattom Manavatti (Director: R. Sanal)

2004 y 2005
- Aparichithan
- Kadha
- Two Wheeler

## Películas importantes
- Runway (Dir:Joshiy Script:Ranjan Pramod)
- Pookalam Varavayi
- Chandranudhikkunna Dikkil (Dir:Lal José)
- Kochu Kochu Santhoshanghal (2000)
- Madhuranombarakkattu (2000)
- Sahayathrikayku Snehapoorvam
- Darling Darling (Dir:Rajasenan)
- Thenkasi Pattanam (Dir:Rafi Mecartin)
- Dosth
- Mazhamegha Pravugal
- Raakshasa Raajavu (Dir:Vinayan)
- Jeevan Mashayi
- Onnaman
- Oomapenninu Uriyadapayan (2002) (Dir:Vinayan)
- Meesha Madhavan (2002) (Dir:Lal José)
- Thillakkam (Dir:Jayaraj)
- Sadhanandhante Samayam
- Vellithira (Dir:Badran)
- Gowri Sankaram
- Mizhirandillum
- Pulival Kalyanam
- Ananthabhadram) (Dir:Santosh Sivan)
- Kilukkam Kilukilukkam (Dir:Sandhya Mohan)
- Kasi (Tamil)
- Enmanavanil (Tamil)